# Oblomow

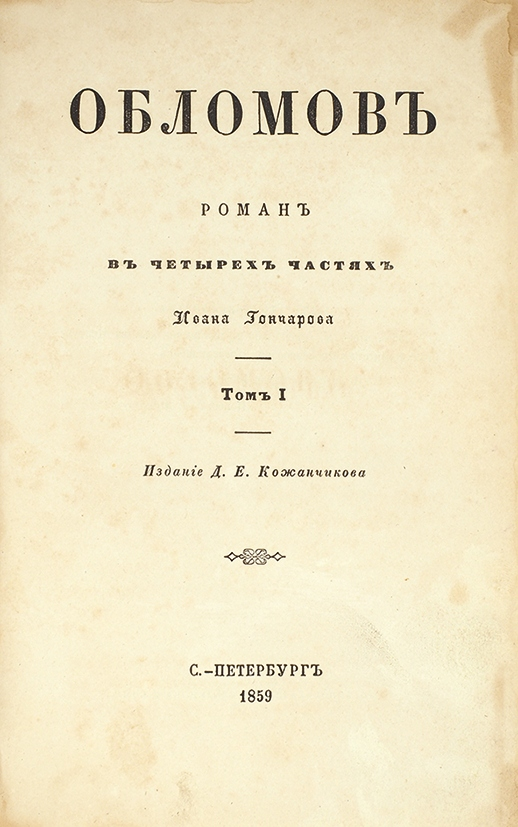
Titelblatt der ersten Einzelausgabe

Oblomow oder Oblomov (russisch Обломов) ist ein 1859 erschienener Roman von Iwan Gontscharow (1812–1891). Die drei im Abstand von jeweils einem Jahrzehnt erschienenen Romane Gontscharows – Obyknowennaja istorija (Eine alltägliche Geschichte, 1847), Oblomow (1859) und Obryw (Die Schlucht, 1869) – bilden eine thematische Einheit. Sie alle sind dem Typus des begabten, gebildeten, Idealen verpflichteten, aber durch Herkunft und Standesgewohnheiten zu ausgiebiger Faulheit und gänzlicher Passivität designierten russischen Adligen gewidmet, dem unmittelbaren Nachfahren des Lischnij tschelowek (Überflüssiger Mensch) der russischen Literatur der ersten Hälfte des 19. Jahrhunderts (Puschkin, Lermontow).

## Inhalt
In Gontscharows bedeutendstem Roman wird der Typus des faulen russischen Adligen durch den Titelhelden Ilja Iljitsch Oblomow verkörpert. Durch die materielle Sicherheit seines Standes in die Lage versetzt, seine Introvertiertheit und Untätigkeit zu pflegen, findet Oblomow keinen Ausweg aus der erstickenden Ruhe, Trägheit und Schläfrigkeit, welche die Darstellung seines Lebens leitmotivisch durchziehen. Er verliert sich in den Traum eines geborgenen, sicheren, von aller Verantwortung freien Lebens, in dem der Mittagsschlaf Zentrum und Schwerpunkt der täglichen Verrichtungen ist. Pläne, das väterliche Gut Oblomowka zu pflegen, werden von einem auf den nächsten Tag verschoben, weshalb es mehr und mehr in Verfall gerät.
Eine Wende scheint sich anzudeuten, als Oblomow von seinem Freund Stolz, einem Deutschrussen, der in jeder Hinsicht den Gegenpol zu Oblomow darstellt, mit der jungen Olga bekannt gemacht wird. Der Umgang mit der intelligenten und anziehenden Frau scheint geeignet, die Passivität Oblomows aufzubrechen. Doch letztendlich gelingt es auch ihr nicht, Oblomows Lethargie zu besiegen. Die Beziehung scheitert.
Von seinem Bekannten Tarantjew betrogen, muss Oblomow mit seinem treuen Diener Sachar in eine von Tarantjew beschaffte Wohnung ziehen – die insbesondere von Stolz eifrig betriebene Auslandsreise kommt nicht zustande. Seinem Charakter gemäß sträubt Oblomow sich nicht gegen die widrigen Umstände, verbringt seine Tage wieder mit Nichtstun und genießt die gute Küche der Hausherrin Agafja Matwejewna.
Stolz unternimmt einen letzten Versuch, Oblomows Leben in geregelte Bahnen zu lenken, und nimmt die Verwaltung von Oblomows Gut selbst in die Hand. Dieser verspricht, so bald wie möglich Stolz nachzureisen und die Führung von Oblomowka persönlich zu übernehmen. Doch dazu kommt es nicht. Stolz, der in der Zwischenzeit Olga geheiratet hat, kann zwar die Pläne Tarantjews und seines Spießgesellen Iwan Matwejewitsch, des Bruders von Oblomows Haushälterin, Oblomow zu ruinieren, durchkreuzen, doch Oblomow versinkt endgültig in Lethargie.
Als Stolz Jahre später erfährt, dass Oblomow die zwar gutherzige, aber einfältige Agafja geheiratet hat, gibt er ihn endgültig verloren, verspricht aber, ihren Sohn vom Weg des Vaters fernzuhalten. Oblomow, durch Teilnahmslosigkeit krank geworden und von einem Schlaganfall getroffen, stirbt, ohne nochmals versucht zu haben, sein Leben zu gestalten.
Nach seinem Tod wächst der nach Stolz benannte Sohn Andrej bei ebendiesem auf, während die verwitwete Agafja wieder als Haushälterin bei ihrem Bruder arbeitet. Der Diener Sachar, der seinem Herrn immer noch nachtrauert, wird, alt und blind geworden, als Bettler davongejagt.
Die Tragik und Sinnlosigkeit von Oblomows Leben bringt Stolz, der im letzten Kapitel beginnt, Oblomows Geschichte zu erzählen, bedauernd auf den Punkt: „Er ist um nichts zugrunde gegangen.“

## Wirkungsgeschichte
Die Entlarvung des „Oblomowtums“ (russisch обломовщина / Oblomowschtschina – in anderen Übersetzungen auch „Oblomowerei“, ein von Stolz häufig verwendeter Begriff) als engagierte Anklage gegen die herrschende Gesellschaft der Gutsbesitzer, des Land- und des Dienstadels erkannt und hervorgehoben zu haben, ist das Verdienst der umfangreichen Arbeit Dobroljubows Schto takoje oblomowschtschina (Was ist dieses Oblomowtum) von 1859, die wesentlich zur Verbreitung und Wirkung des Romans beigetragen hat. Dobroljubow führt die „Krankheit“ Oblomows vor allem auf die Leibeigenschaft zurück. Der Name des Titelhelden „Oblomow“ wurde auch in die Psychiatrie eingeführt und sollte die Persönlichkeitsstruktur eines willensschwachen Neurotikers beschreiben, der sich durch Apathie, Faulheit und Parasitismus auszeichne. Dieser Typus lasse andere für sich sorgen, während er sonst in intellektueller, mentaler und moralischer Hinsicht nicht versage. Seine Muße sei weder produktiv noch vermöge er sie zu genießen. Hermann Beland beschreibt den Reiz des Romans in dem Schicksal der projektiven Identifikation der Hauptfiguren, mit Oblomow im Zentrum der Handlungen.

## Ausgaben
- Petersburg 1859 (in Otetschestwennye Sapiski)
- Petersburg 1859 (2 Bände)
- Moskau 1947
- Moskau 1953

## Deutsche Übersetzungen
- B. Horskÿ – Kollmann, Leipzig 1868
- Gustav Keuchel – Deubner, Berlin 1885
- Clara Brauner – Bruno Cassirer, Berlin 1910 (erste ungekürzte deutsche Übersetzung)
- H. W. Röhl – Propyläen, Berlin 1923
- Reinhold von Walter – Paul List, Leipzig 1925 (revidiert 1975)
- Waldemar Jollos – Artemis, Zürich 1945
- Josef Hahn – Winkler, München 1960; als Taschenbuch: dtv, München 1980, ISBN 3-423-02076-8.
- Vera Bischitzky – Hanser, München 2012, ISBN 978-3-446-23874-9, als Taschenbuch: dtv, München 2014, ISBN 978-3-423-14279-3.

## Theater-Adaptionen
- Oblomow, bearbeitet von Franz Xaver Kroetz, Uraufführung 1968, Büchnertheater München
- Oblomov, in einer Bearbeitung von Peter Stephan Jungk, Regie Robert Hunger-Bühler, Première am 25. April 2005, Theater am Pfauen, Zürich

## Hörspielbearbeitungen
- Oblomow, SDR 1952, 66 Min. (Mono), Bearbeitung: Egon Strohm, Regie: Robert Vogel (Datenblatt von HörDat)
- Oblomow, DRS 1980, 210 Min., Bearbeitung: Horst Budjuhn, Regie: Mario Hindermann (Datenblatt von HörDat)
- Tankred Dorst: Herr Paul. Nach Motiven von Oblomow, DLR 1996, 61 Min., Regie: Jörg Jannings (Datenblatt von HörDat)
- Oblomov, WDR 2003, 159 Min. (3 Teile), Bearbeitung: Helmut Peschina, Regie: Leonhard Koppelmann (Datenblatt von HörDat; Download bei hoerspiele-download.de)

## Rezeption
Oblomow wurde in die ZEIT-Bibliothek der 100 Bücher aufgenommen.

## Verfilmung
- Несколько дней из жизни И. И. Обломова (Tage aus dem Leben Ilja Oblomows), UdSSR 1980, Regie: Nikita Sergejewitsch Michalkow

## Trivia
In Kiel trägt eine Studentenkneipe den Namen Oblomow.
In Stuttgart trägt eine weitere (Kult-)Kneipe den Namen Oblomow. Kneipen/Cafés mit diesem Namen gibt es auch in Berlin, Bochum (bis 2022), Eckernförde und in Bad Segeberg.
Weiterhin gibt es in Cottbus einen Teeladen, der sich bei der Namensgebung und dem Konzept direkt auf den Romanhelden bezieht.